# Tabitha Lingier
Tabitha Lingier (8 mei 1996) is een Belgisch voetbalspeelster. Ze speelde twee seizoenen voor PSV in de Women's BeNe League.
Lingier heeft naast de Belgische ook de Duitse en Nederlandse nationaliteit.

## Statistieken
| Seizoen | Club   | Land      | Competitie | Wedstrijden | Doelpunten |
| ------- | ------ | --------- | ---------- | ----------- | ---------- |
| 2013/14 | PSV    | Nederland | BeNeLeague | 3           | 0          |
| 2014/15 | PSV    | Nederland | BeNeLeague | 0           | 0          |
| Totaal  | Totaal | Totaal    | Totaal     | 3           | 0          |

Laatste update: november 2020